# Zálha
Zálha (románul: Zalha) falu Romániában, Szilágy megyében.

## Fekvése
Csákigorbótól északkeletre, Almáscsáka és Gorbómező közt fekvő település.

## Nevének eredete
Neve a szláv zalew, zalewa, zalecz szavakból ered. Jelentése: záporpatak, árvíz.

## Története
Zálha nevét az oklevelek 1378-ban említették először Zalha néven.
1595-ben Zaliha, 1607-ben Zálya, 1830-ban Zalka néven írták.
A falu kialakulásáról a  helyi hagyomány azt tartotta, hogy Zálha helyén a török pusztítás korában egy család telepedett le, mely vadászatból élt, s ezért a családot puskás-nak nevezték. Utódaik ma is élnek a faluban. A letelepedett család mellé később a földesurak több jobbágyot telepítettek le, így alakult a hely lassan községgé.
1378-ban I. Lajos király Zálhát Bebek Györgynek és Bebek Imrének adományozta.
1470-ben Mátyás király, miután a Bebek család kihalt a falut Dengelegi Pongrác Jánosnak adományozta. A település ekkor a kolozs megyei Almás várához tartozott.
1560-1893 között több család is birtokosa volt; így a Báthori, Somi, Bánffy, Balassa, Bornemissza, Kendy, Csáky családok is.
1595-ben Báthory Zsigmond a hűtlenségbe esett néhai Kendy Gábor itteni részét Bocskai Istvánnak adományozta.
1600-ban Mihály vajda Bocskai István itteni részét - annak hűtlensége miatt - Csáky Istvánnak adományozta.
1627-ben Haller György, Haller Zsigmond és Bánffy László birtoka volt.
1694-ben Bethlen Gergely és Nagy Pál voltak Zálha birtokosai.
1696-ban hódoltsági falu volt.
1727-ben Budai Mária egykori birtokán Bethlen János és neje Alvinczi Erzsébet gyermekei osztoztak meg.
1820-ban báró Miske József és Ujfalvi Sámuel birtokának írták. 
1866-ban végzett összeíráskor Zálhának 426 lakosa volt, melyből 393 görögkatolikus román, 33 zsidó volt.
1891-ben 510 lakost számoltak össze Zálhán, melyből 473 görögkatolikus, 37 izraelita volt.
A faluhoz tartozott Csureny nevű puszta is.
Zálha a trianoni békeszerződés előtt Szolnok-Doboka vármegye Csákigorbói járásához tartozott.

## Népviselet, népszokások, hiedelmek
Zálha lakosainak az 1800-as évek végének adatai szerint:
- Ruházata házilag készített darócz- és vászonruha volt.
- Épületeik tapasztott és meszelt volt, boronafa oldallal, szalma fedéllel.
- Bútorzatukat maguk készítették: A lakóházak berendezése általában 2 lóca, 4 szék, 2 ágy és egy festett láda volt.

Népszokásaik, hiedelmeik:
- Szent György napján kapuikat csipkebokorral aggatták be, hogy a "gonosz" a tejelő állatok tejét el ne vihesse.
- Azt tartották, hogy ha akad 7 olyan asszony a faluban, aki kenderből képes egy szép inget elkészíteni úgy, hogy ha reggelre a határszélre kiviszi, akkor a községet az így készített, font, szőtt ing a bárányhimlőtől megvédi.
- Temetéskor fazekakat törtek össze, hogy ezáltal a halálozásnak gátat vessenek.
- Szent kereszt felmagasztalása ünnepén szedett virágból, vagy bármely  növényből készült ír a nép hiedelme szerint mindennemű betegséget gyógyít.

## Nevezetességek
- Görögkatolikus fatemploma - 1818-ban épült. Mihály és Gábor őrangyalok tiszteletére 1820-ban szentelték fel. Harangjai 1818-ból valók.

Anyakönyvet 1824-től vezetnek.

## Külső hivatkozások
- Zálha oldala a Megyei Tanács honlapján[halott link]